# Regina Nehmzow
Regina-Carola Nehmzow (* 1956) ist eine deutsche Historikerin und Archivarin. Sie war von 2009 bis 2012 Direktorin des Stadtarchivs Stralsund.

## Leben
Regina Nehmzow studierte nach dem Abitur in Neubrandenburg an der Universität Greifswald Geschichte und Germanistik, unter anderem bei Hans-Joachim Hacker. 1984 wurde sie an der dortigen Sektion für Marxismus-Leninismus promoviert; ihre Dissertation A behandelte Die Stellung der KPD zur Staats- und Machtfrage 1924–1926. Als wissenschaftliche Mitarbeiterin der Sektion veröffentlichte sie in den Folgejahren bis etwa 1988 zu Fragen aus dem Umfeld ihres Dissertationsthemas.
Seit 1978 lebt sie in Stralsund. Sie trat am 1. Januar 1987 in den Dienst des dortigen Stadtarchivs und übernahm von Hans-Joachim Hacker die Leitung der „Abteilung Sozialismus“. Später wurde sie darüber hinaus Direktorin für Öffentlichkeit und Stellvertreterin Hackers. Als Hans-Joachim Hacker zum 27. November 2009 in passive Altersteilzeit ging, stieg Regina Nehmzow zur Direktorin des Stadtarchivs auf.
Im Juni 2012 veräußerte die Stadt einen Teilbestand der ehemaligen Gymnasialbibliothek an einen Antiquar. Der Umfang der Veräußerung blieb zunächst unklar, der Käufer unbekannt. Der Archivar und Historiker Klaus Graf machte den Verkauf überregional öffentlich und kritisierte ihn scharf. Nach einem Gutachten der Historiker Nigel F. Palmer und Jürgen Wolf, das den Wert der veräußerten Sammlung unterstrich, erklärte die Hansestadt, sie bemühe sich um eine Rückabwicklung des Verkaufs und eine Wiederherstellung der zerschlagenen Sammlung. 
Regina Nehmzow wurde nach dem öffentlichen Bekanntwerden des Schimmelbefalls der Sammlung und deren Verkauf zunächst beurlaubt und am 20. November 2012 vom Dienst suspendiert. Nachdem ein früherer, ungenehmigter Verkauf von 1.000 Büchern ans Licht kam, erstattete die Hansestadt Stralsund am 4. Dezember 2012 Anzeige gegen Nehmzow und kündigte den Arbeitsvertrag fristlos. Der Kündigungsschutzklage von Nehmzow gab das Arbeitsgericht Stralsund Anfang September 2013 statt; nach Ansicht des Gerichts sei lediglich eine Abmahnung oder Änderungskündigung angebracht gewesen. Im November 2014 stellte die Staatsanwaltschaft ihre Ermittlungen gegen Regina Nehmzow ein.
Nach der Absetzung als Direktorin des Archivs war sie beim Kulturhistorischen Museum Stralsunds tätig und dort zuständig für die Abteilung „Stadtgeschichte“. Zum 31. Dezember 2021 ging sie in den Ruhestand.

## Werke
- Die Stellung der KPD zur Staats- und Machtfrage 1924–1926. Maschinenschriftliche Dissertation, Greifswald 1984.
- (mit André Farin und Andreas Neumerkel): Rügen und Hiddensee 1860–1945. Ein photographischer Streifzug. Rostock; Bremen: Ed. Temmen 1998, ISBN 3-86108-709-X.
- (mit Andre Kobsch): Stralsund. Alltägliches und Besonderes; 1945 bis 1965. Erfurt: Sutton 2005 (Die Reihe Bilder aus der DDR), ISBN 3-89702-874-3.
- (mit Andreas Neumerkel und Robert Weber): Zänkische Weiber am Schandpfahl. Geschichten über den Alten Markt in Stralsund und seine Gebäude. Stralsund: Kruse 2008, ISBN 978-3-941444-00-3.